# زمین‌لرزه ۱۹۸۴ چین
زمین‌لرزه چین  در تاریخ ۲۱ مه ۱۹۸۴ میلادی، برابر با ‎۳۱ اردیبهشت ۱۳۶۳، ساعت ۱۵:۳۷:۵۰ به زمان یوتی‌سی در چین رخ داد. ژرفای این زلزله ۴۳٫۸ کیلومتر بود، و بزرگی آن ۶ در مقیاس Mw اعلام شده‌است. زمین‌لرزه به وقت محلی در روز دوشنبه، ساعت ۲۳ روی داده و منطقه زمانی آن یوتی‌سی +۸ بوده‌است .
سازمان زمین‌شناسی آمریکا نیز رومرکز این زمین‌لرزه را در مختصات ۳۲°۳۷′۱۲″شمالی ۱۲۱°۳۷′۱۶″شرقی / ۳۲٫۶۲°شمالی ۱۲۱٫۶۲۱°شرقی و ژرفای آنرا در ۱۷ کیلومتر گزارش کرده‌است. بزرگی برگزیدهٔ این سازمان از میان بزرگیهای محاسبه‌شدهٔ مختلف ۵٫۵ در مقیاس Mb بوده و از دید اثر، در میان چهار دسته‌بندی «نامحسوس»، «محسوس»، «زیان‌آور» یا «با تلفات»، زلزله را «محسوس» اعلام کرده‌است.
پروژهٔ «تنسور گشتاور مرکزوار» زاویه‌های (راستا، شیب، ریک) گسل سازندهٔ زمین‌لرزه و صفحه عمود بر آنرا (°۲۰۲، °۸۵، °۱۷۸) یا (°۲۹۲، °۸۸، °۵) و نوع گسل را «امتدادلغز» فرارسانده‌است.
شمار کشتگان زلزله حدود ۱۳ نفر بوده‌است.تعداد زخمیان ۲۶۳ نفر برآورده شده‌است.